# Xérogel
Un xérogel est un matériau à réseau macromoléculaire d’oxydes, vitreux, fabriqué par le procédé sol-gel (abréviation « solution-gélification ») et en général plus dense et moins macroporeux qu'un aérogel.
Les procédés de synthèse existants (hydrolyse et condensation de précurseurs moléculaires) sont peu adaptés à l'obtention de gros blocs de gels vitreux, mais permettent de produire des dépôts en couches minces, aux propriétés facilement exploitables (verres spéciaux, céramiques et composés hybrides organominéraux, à partir de « précurseurs » en solution. Leur état colloïdal lors de l'élaboration des matériaux permet de produire des films et couches très minces « par trempage, pulvérisation ou spin-coating et ainsi augmenter considérablement l’anisotropie initiale du matériau, tout en améliorant très largement la réactivité chimique », par empilements de nanoparticules d’oxydes métalliques. Il est ainsi possible, sans avoir besoin de températures très élevées d'associer des espèces organiques et minérales pour créer ou reproduire des familles de composés hybrides organominéraux aux propriétés nouvelles.

## Production
Par la voie du procédé sol-gel (autrefois appelé « chimie douce ») on utilise un alkoxyde métallique, tel celui du silicium et d'éventuels catalyseurs, pour introduire les germes du réseau vitreux. La pré-formation du réseau par le procédé sol-gel permet de réduire de façon significative la température d'élaboration du réseau vitreux (par rapport à la voie de fusion).
Le réseau d'oxydes est formé en solution et à une température proche de la température ambiante. Il s’agit d’un processus de conversion en solution d’alcoolates métalliques, tels que les alcoolates de silicium, zirconium, aluminium, titane...
La réaction de synthèse de verres par voie sol-gel repose sur la propriété qu’ont les alcoolates de silicium de pouvoir plus ou moins s’hydrolyser en présence d’eau. Suivant l’intensité de cette hydrolyse, il se formera par polycondensation un réseau tridimensionnel polymérisé avec des fonctions silanol plus ou moins ouvertes.
Un simple séchage lent à l'air permet l'évaporation de l'eau utilisée et des solvants organiques. La vitesse de séchage ainsi que les différentes conditions environnementales, comme le taux de vapeurs saturantes des solvants utilisés, influencent grandement la stabilité mécanique des gels secs obtenus. L'eau et les solvants encore présents dans le gel sont sources d'importantes forces de capillarité qui tendent à détruire la macroporosité et conduisent à l'apparition de structures vitreuses.

Un séchage rapide impliquera un grand flux de matière au travers des pores déjà rétrécit par la synérèse, d’où une dégradation de ceux-ci impliquant de nombreuses fractures. Le risque d’un séchage rapide est d’obtenir une poudre une fois le gel sec. A contrario, un séchage à l’air ambiant, lent, limitera la dégradation des porosités et donnera un monolithe dense connu sous le nom de xérogel. Des conditions environnementales hypercritiques, où le solvant liquide est progressivement remplacé par un solvant plus facilement éliminable, donnera un aérogel, beaucoup plus poreux et léger que le xérogel.
Le séchage classique (évaporation normale) implique une contraction du volume (de 5 à 10 %).
Par thermolyse, en chauffant ensuite le gel à des températures moyennes (500 à 1000 °C suivant la composition voulue), la structure du composé peut alors encore être modifiée pour lui donner de nouvelles propriétés. Le reste de l'eau absorbée et des ions qui ne seraient pas partis lors du séchage (les nitrates par exemple) sont évacués, ce qui stabilise le matériau. Cependant l’expulsion des différentes espèces aux travers des pores implique comme lors du séchage une déstabilisation mécanique une possible fragilisation si des chocs thermiques conduisent à une microfracturation de la mousse de verre ainsi produite.